# Uncle Albert/Admiral Halsey
Uncle Albert/Admiral Halsey è un singolo discografico di Paul e Linda McCartney pubblicato nel 1971.

## Descrizione
Il singolo venne pubblicato negli Stati Uniti il 2 agosto 1971, dove raggiunse il primo posto della classifica Billboard Hot 100 lo stesso mese di pubblicazione ed in Canada per tre settimane vincendo il disco d'oro. Paul McCartney vinse il premio Grammy Award per il miglior arrangiamento di un accompagnamento vocale nel 1971 per il brano in questione.
Il brano è celebre anche per i suoi effetti sonori, che comprendono il suono di tuoni, fulmini, e pioggia, udibili tra la prima e la seconda strofa, il suono di una segreteria telefonica, dopo la seconda strofa, e lo stridio di gabbiani. La voce di Linda si può sentire nelle armonie vocali e nel coro del brano.
Il pezzo fu anche la prima collaborazione post-Beatles tra McCartney e George Martin, che scrisse le partiture orchestrali del brano.
La versione finale deriva da tre brani differenti, per i quali McCartney registrò altrettante demo con i titoli Admiral Halsey, Hands Across the Water  e Gipsy Get Around.
McCartney raccontò che il personaggio di "Uncle Albert" (zio Alberto) gli era stato ispirato da suo zio Albert Kendall. «È una persona che ricordo con affetto, e quando ho composto la canzone mi è uscita fuori una cosa un po' nostalgica». McCartney disse anche, rivolgendosi ad un giornalista americano: «Invece Admiral Halsey, è uno dei vostri, un Ammiraglio americano», riferendosi all'Ammiraglio William Halsey.

## Tracce
1. Uncle Albert/Admiral Halsey – 4:49 (Paul & Linda McCartney)
2. Too Many People – 4:10 (Paul McCartney)